# Белая гора (Весёлые горы)
Бе́лая гора́ — гора Урала, одна из наиболее высоких вершин Весёлых гор на Среднем Урале, в муниципальном образовании «город Нижний Тагил» Свердловской области, Россия. Расположена вблизи посёлка Уралец, к юго-западу от города Нижнего Тагила. На горе располагается международная лыжная база «Гора Белая» — популярный горнолыжный центр, посещаемый туристами Нижнего Тагила, Екатеринбурга, Тюмени и других городов.

## География
Гора Белая расположена в муниципальном образовании «город Нижний Тагил». Она является вершиной северной части хребта Весёлые горы. Расположена в 17 километрах к северу от вершины горы Старик-Камень, в 3 километрах к востоку от посёлка Уралец. Высота — 715,4 метров.

## Описание
Гора вытянута с севера на юг на многие километры и полностью покрыта смешанным лесом. Произрастают преимущественно сосны, ели и берёзы. Склоны одинаково пологие с севера на юг и чуть более крутые с запада на восток. Кое-где на склонах имеются скальные образования.

## В литературе
Одно из первых упоминаний о Белой горе относится к 1770 году, когда по Уралу путешествовал немецкий учёный П. С. Паллас. Он писал:

Гора в юго-восточную сторону Уральского хребта по причине крутых известковых слоёв именуется Белый камень. Собирающиеся около её вершины туманы и облака обычно предвещают дождь и мокрую погоду.

## О горнолыжном комплексе
Международная лыжная база «Гора Белая» как горнолыжный центр действует с 1963 года. В 1977 году на Белой горе состоялись Всесоюзные сельские игры. В 1980 году Белая принимала спортсменов Чемпионата Центрального совета сельских ДСО.
В 2003 году постановлением правительства Свердловской области было принято решение о строительстве горнолыжного комплекса на Белой горе. Летом 2005 года был заложен первый камень нового комплекса. К зимнему сезону 2005—2006 года были запущены в эксплуатацию два бугельных подъёмника.
В 2018 году по версии Международного Лыжного салона, проходившего в Москве, горнолыжный комплекс «Гора Белая» стал победителем в номинации «Лучший семейный курорт», а также вошел в Книгу «Горнолыжная Россия — 2018. ТОП горнолыжных курортов»
В настоящее время в состав горнолыжного комплекса входят:
- подъёмники (четырёхместный скоростной кресельный и два буксировочных);
- пять горнолыжных трасс с освещением и озвучиванием;
- трасса сноутюбинга с безопорным буксировочным подъёмником;
- трассы для беговых лыж;
- трассы для маунтинбайка;
- сервисный центр (гостиница на 50 мест и кафе);
- спортивная площадка (зимой — каток);
- физкультурно-оздоровительный комплекс с плавательным бассейном;
- прокат снегоходов;
- беседки для пикников;
- верёвочный парк.

|  |  |  |